# السوادي الساحل (بركاء)
السوادي الساحل منطقة سكنية تقع في ولاية بركاء، التابعة لمحافظة جنوب الباطنة في سلطنة عمان. يقدر عدد سكانها بـ 5445 نسمة حسب إحصاء عام 2010 التابع للمركز الوطني للإحصاء والمعلومات الحكومي. رمز المنطقة هو 70540142. و تتميز بموقعها السياحي الذي يطل على بحر عمان و يعد شاطئ السوادي من المناطق السياحية في السلطنة ويقع في ولاية بركاء بمحافظة جنوب الباطنة، والتي تبعد 70 كم عن العاصمة مسقط، وما يميز هذا الشاطيء تلك الجزر الصخرية الجميلة التي تتوزع على مساحات قريبة من الساحل حيث تكمن أهمية هذه الجزر في إضافة اللمسة الجمالية للموقع كما انها تعتبر موقعا مناسبا لتجمعات الطيور المهاجرة والمستوطنة.
وتعد قرية السوادي التابعة لولاية بركاء بمحافظة جنوب الباطنة من بين القرى المهمة في المحافظة نظراً لما تمتلكه من مقومات سياحية متعددة. وتستوطن قرية السوادي سبع جزر تلوح للزائر من بعيد بقممها الوردية التي تطفو على سطح البحر والتي يمكن الوصول إليها عبر القوارب في مدة زمنية قصيرة لا تتعدى ساعة من الزمن. وقد اكتسب شاطئ السوادي شهرة سياحية بين الزوار من داخل السلطنة وخارجها خاصة في أوقات الاجازات الصيفية والمناسبات حيث يعج المكان بالزوار من كل مكان الذين يأتون إليه ليستمتعوا بنعومة الرمل وهدوء الموج وجمال مشهد الجزر السبع المتقاربة، كما انها مكان مناسب لتكاثر السلاحف. وتعد جزر طبيعية جميلة تبدو من بعيد أشبه برؤوس الجبال كما أن الطقس المعتدل يشجع على ممارسة هواية التصوير الفوتوغرافي والتقاط مشاهد الشاطئ الرملي والجزر الوردية .

## الوصلات الخارجية
- المركز الوطني للإحصاء والمعلومات، سلطنة عمان
- شاطئ السوادي - صوت عمان